# Bao Zheng
Bao Zheng (包 拯; Hefei, 999 – 1062) è stato un magistrato cinese, famoso per la propria integrità e rispetto per la legge.
Conosciuto anche come Bao il Giusto, è stata una figura molto popolare per il suo rispetto delle leggi e della giustizia nella Cina dell'XI secolo.
Egli fu un funzionario della Dinastia Song e il suo nome divenne nella cultura popolare sinonimo di integrità e rettitudine tanto che, dopo la sua morte, diventò un personaggio del teatro e della letteratura popolare. Bao venne anche associato al dio Yama e alla burocrazia dell'oltretomba perché gli venne attribuita, nel giudicare sui casi della vita ultraterrena, la stessa abilità che aveva dimostrato nella propria attività di magistrato nel mondo dei vivi.
Bao nel corso della propria vita ebbe tre mogli (Zheng, Tung e Sun) e due figli, Bao Ye (包繶) e Bao Suo (包綬). Il suo sepolcro è situato a Hefei e, oltre che alla sua tomba, contiene un tempio e le tombe dei suoi familiari; fu costruito nel 1066.

## Nella letteratura
Alla figura di Bao Zheng è ispirato il personaggio del giudice Bao nello zaju di epoca Yuan (1279-1368) Il giudice Bao indaga tre volte sul sogno delle farfalle (《包待制三勘蝴蝶夢》) del drammaturgo Guan Hanqing (关汉卿). Tuttavia, già a partire dalla dinastia Song (960-1279) e fino al periodo Ming (1368-1644), circolavano storie e romanzi appartenenti al genere letterario gong'an (公案, "casi pubblici") che vedevano il magistrato Bao nel ruolo di protagonista alle prese con la risoluzione di difficili casi di omicidi, intrighi, furti e ingiustizie sociali. La più antica raccolta di racconti sul giudice Bao è la Bao longtu pan baijia gong'an (《包龍圖判百家公案》, "I casi di cento famiglie giudicati da Bao dall'effigie del drago"), risalente al 1594.
In epoca Qing (1644-1912), allo stile "poliziesco" dei gong'an si affianca quello più movimentato del wuxia (武俠), cui fanno capo storie di antichi eroi abili nelle arti marziali. Nella raccolta Tre eroi e cinque onesti (《三俠五義》) del 1883 il personaggio del giudice Bao viene aiutato da un gruppo di "cavalieri erranti" (遊俠 youxia) a combattere il crimine, l'oppressione e la corruzione ristabilendo così l'ordine e la giustizia.